# Парк военных трофеев
Парк военных трофеев (азерб. Hərbi Qənimətlər Parkı) — парк военных трофеев, захваченных Вооружёнными силами Азербайджана в ходе Второй карабахской войны осенью 2020 года. Расположен в столице Азербайджана городе Баку на набережной Каспийского моря, вдоль проспекта 8 ноября.
Представленные в парке экспонаты, оборонительная система из 10 линий укрепления, укрытия, казармы, а также информация о ходе боевых действий призваны воссоздать картину сражений. На территории парка также созданы информационный центр и магазин по продаже сувениров.
Несмотря на некоторые дискуссии, большая часть общества в Азербайджане восприняла новость об открытии парка военных трофеев с воодушевлением. В Армении открытие комплекса, и выставленные в нём экспонаты, в первую очередь, каски и манекены армянских солдат вызвало бурю негодования. В октябре 2021 года манекены армянских солдат и каски были удалены из Парка военных трофеев.
Парк трофеев подвергся критике со стороны международных правозащитных организаций, комиссара Совета Европы по правам человека, ряда крупных СМИ, специалиста по региону Томаса де Ваала, а также политиков и журналистов .

## История

### Предыстория
Крупномасштабные боевые действия между вооружёнными силами Азербайджана с одной стороны и вооружёнными формированиями непризнанной Нагорно-Карабахской Республики и Армении с другой начались 27 сентября 2020 года, продлились 44 дня и стали самыми продолжительными и кровопролитными в регионе за период после завершения Первой карабахской войны в 1994 году. 9 ноября 2020 года лидеры Азербайджана, Армении и России подписали соглашение о прекращении огня, что было расценено в Армении как национальное унижение. Армянская сторона потерпела поражение. Азербайджан вернул себе семь районов вокруг Нагорного Карабаха и около трети территории бывшей Нагорно-Карабахской автономной области Азербайджанской ССР.

### Создание и открытие парка
Создание парка военных трофеев началось в январе 2021 года. Информация о том, что власти Азербайджана откроют в Баку парк военных трофеев, добытых в ходе последнего конфликта в Нагорном Карабахе появилась ещё в феврале 2021 года. Сообщалось, что на отведённой территории ведутся строительные работы, и что часть трофейной военной техники уже доставлена на место. Некоторые трофеи демонстрировались на Параде Победы в Баку ещё 10 декабря.
Создание всей экспозиции заняло около трёх месяцев. Открытие парка состоялось 12 апреля 2021 года. В открытии парка участвовал президент Азербайджана Ильхам Алиев, который в своей речи заявил, что «каждый, кто посетит парк военных трофеев, увидит силу нашей армии, увидит нашу силу воли и то, как тяжело было добиться победы».
Одними из первых посетителями парка стали участники международной конференции «Новое видение Южного Кавказа: постконфликтное развитие и сотрудничество», состоявшейся 13 апреля в Азербайджанской дипломатической академии.
Как отмечает издание «Радио Свобода» для тех кто знаком с правительством Алиева и его антиармянской риторикой, открытие парка не стало неожиданностью.

## Экспонаты
В парке представлены макеты оборонительной системы, и выставлено более 300 экспонатов, в том числе до 150 единиц тяжелой техники. Среди экспонатов имеются танки, боевые машины, артиллерийские установки, зенитно-ракетные комплексы, стрелковое оружие, транспортные средства. В частности, в парке представлены танки Т-72, легкобронированные тягачи МТ-ЛБ, зенитные ракетные комплексы «Оса» и «Куб». Также в парке выставлены обломки ракет оперативно-тактических ракетных комплексов (ОТРК) «Искандер», которые по сообщению агентства Азербайджанской Республики по разминированию (ANAMA), были обнаружены на территории Нагорного Карабаха.
Помимо этого в парке воссоздана заградительная система противника в Карабахе, которая состоит из 10 рубежей, включающих бетонированные инженерные сооружения, противотанковые рвы и ежи, заминированные участки, тоннели, окопы и др. В парке, помимо всего прочего, выставлены сотни шлемов армянских солдат, а также восковые манекены армянских военных. Насчёт касок было дано пояснение, что они были брошены отступающими армянскими военными.
На входе в парк установлен главный экспонат парка — большой щит, состоящий из более двух тысяч номеров автомобилей, захваченных азербайджанской армией в качестве трофея в ходе войны. В своей речи в ходе своего посещения парка президент Азербайджана Ильхам Алиев отметил, что не его соотечественники придумали подобную композицию первыми. По словам Алиева, после Первой карабахской войны «армяне демонстрировали номера частных автомобилей азербайджанцев на оккупированных землях и изготовили щит, чтобы показать, что азербайджанцы изгнаны с земли своих предков» и что «по существу эти действия были проявлением этнической чистки, проводимой Арменией против Азербайджана».
Скамейки в парке сколочены из захваченных снарядных ящиков, элементы освещения отлиты из переплавленных снарядов, а урны — из гильз танковых снарядов.

Трофейная техника противника
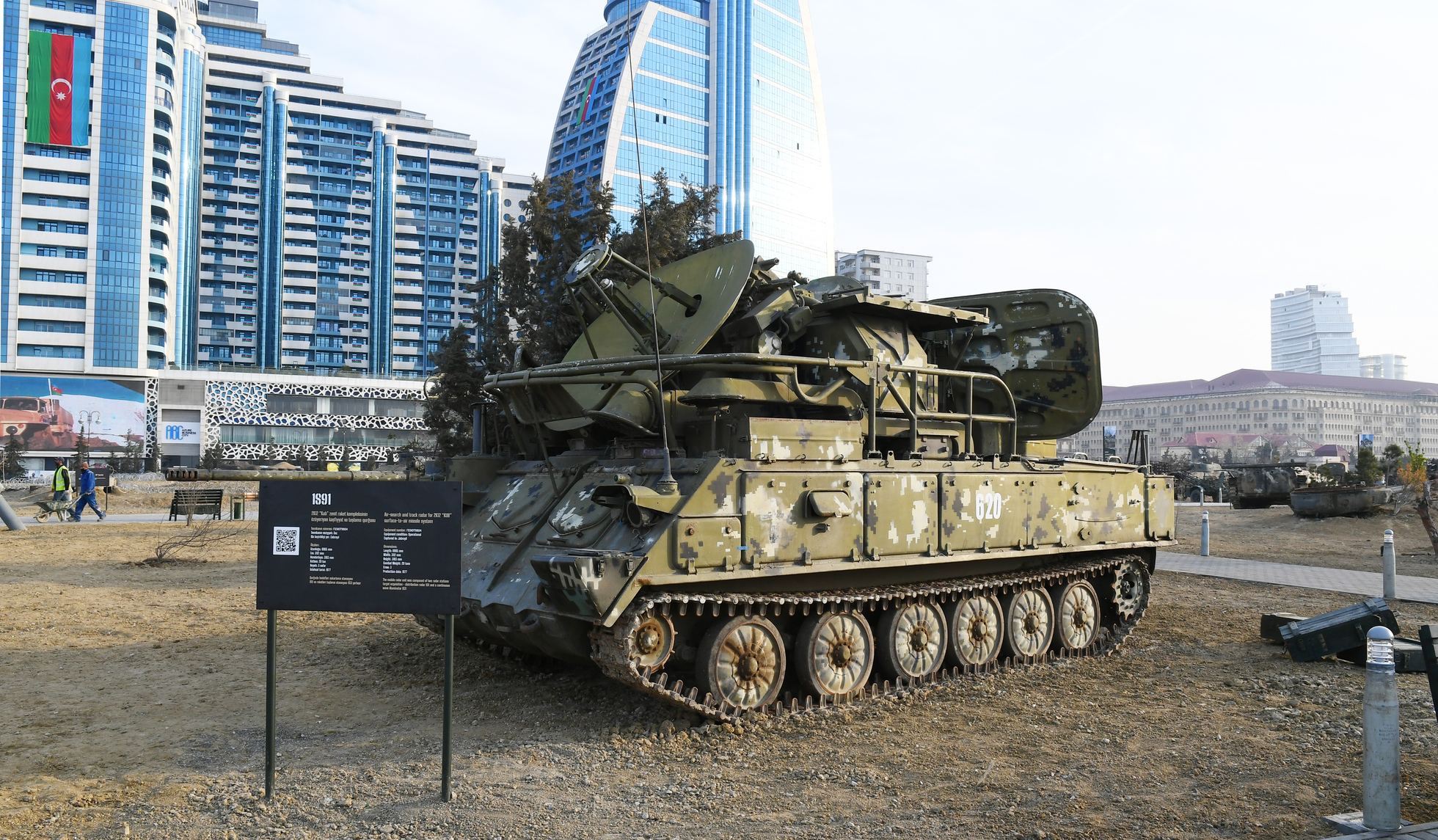
Самоходная установка разведки и наведения 1С91 (элемент ЗРК «Куб»)
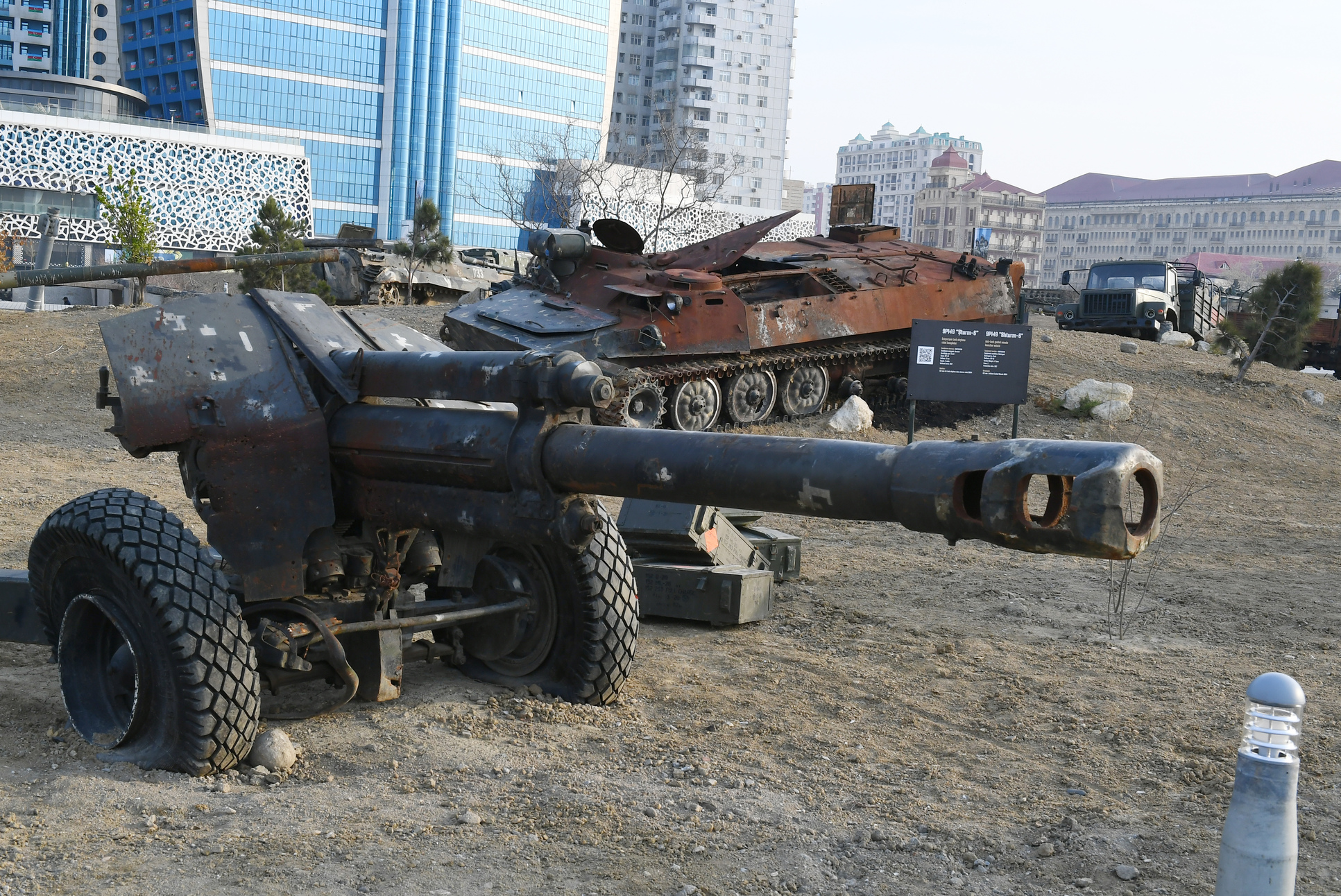
152-мм гаубица Д-1
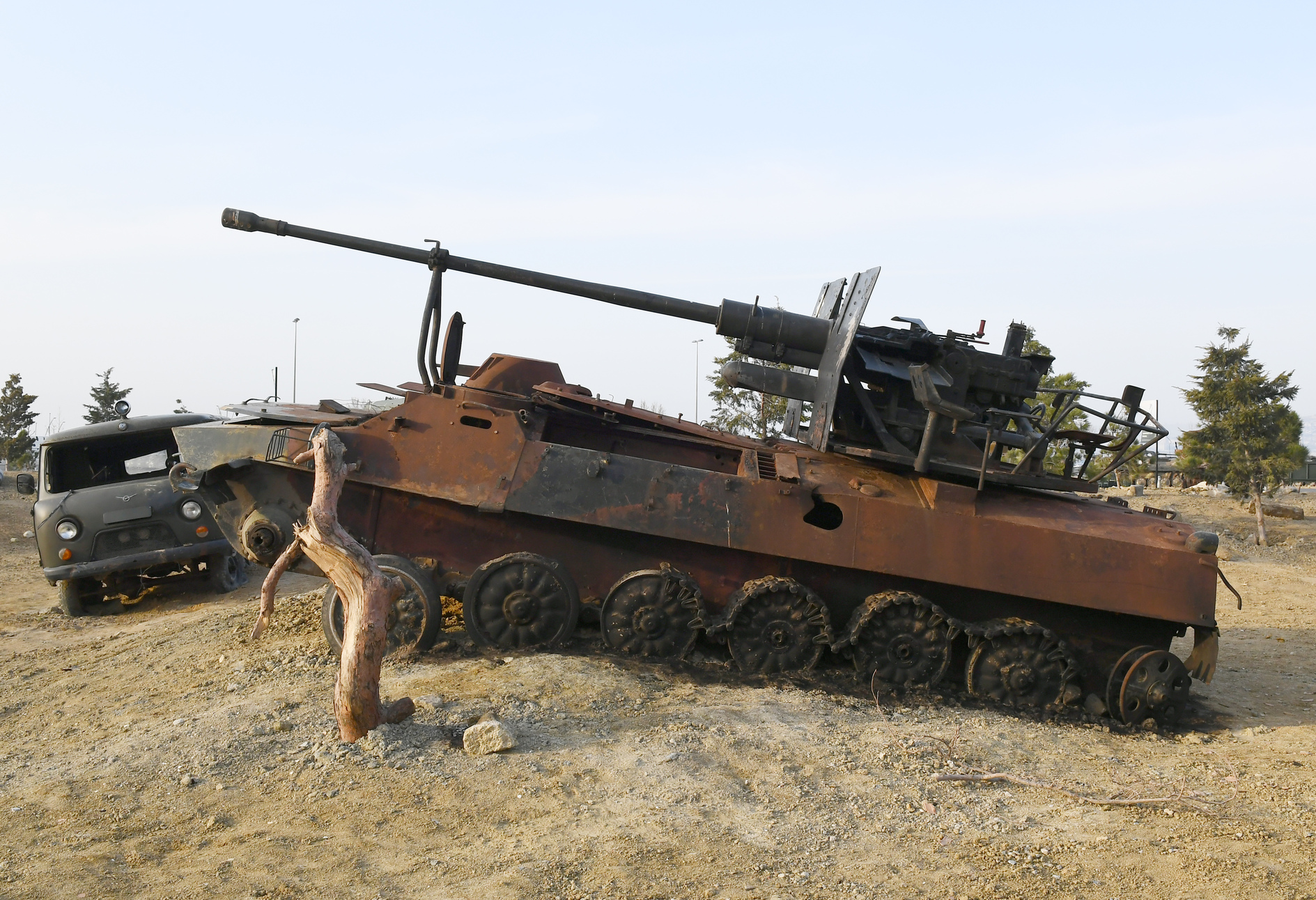
Зенитная пушка С-60, установленная на шасси МТ-ЛБ
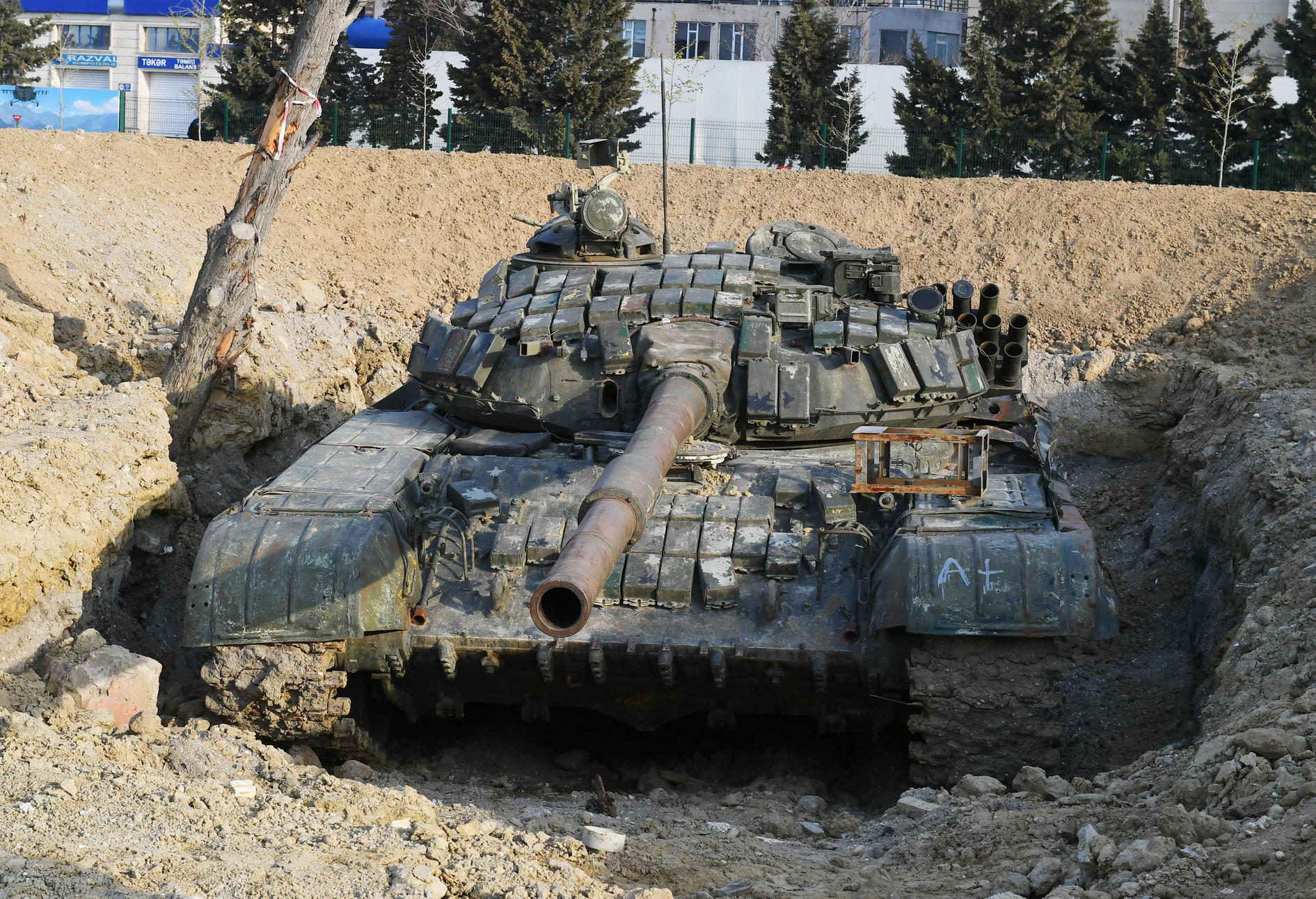
Танк Т-72

Макеты оборонительной системы противника
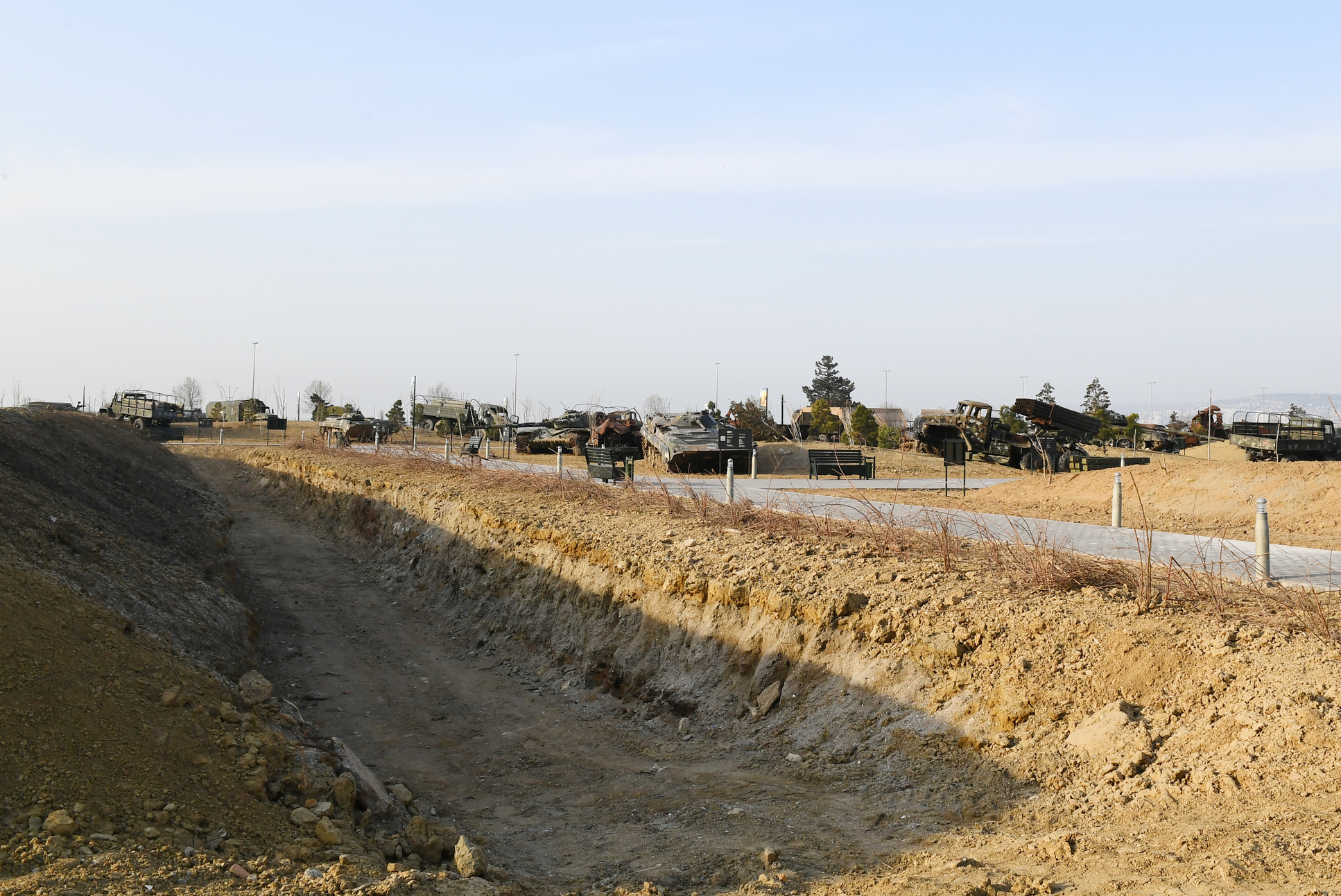
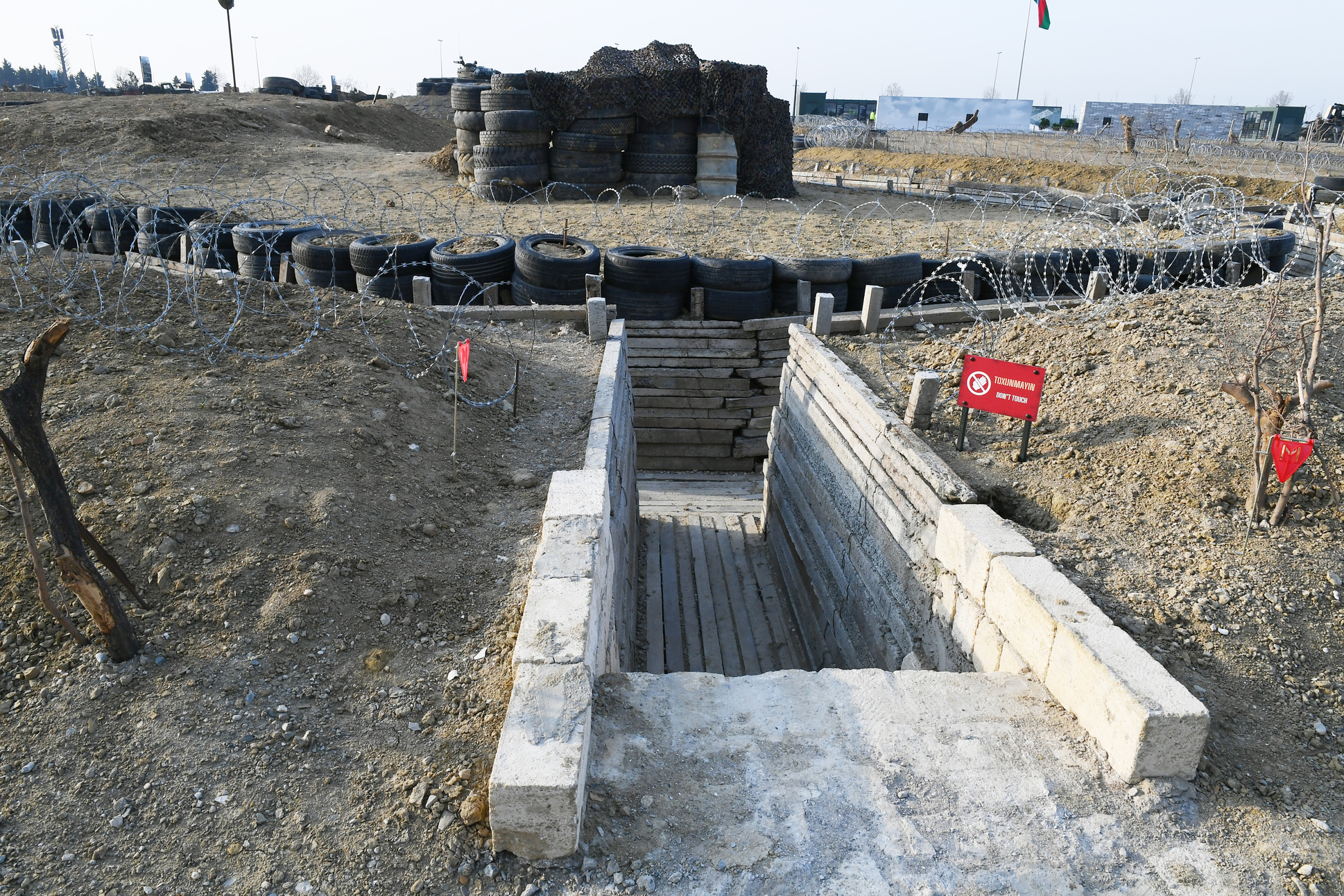
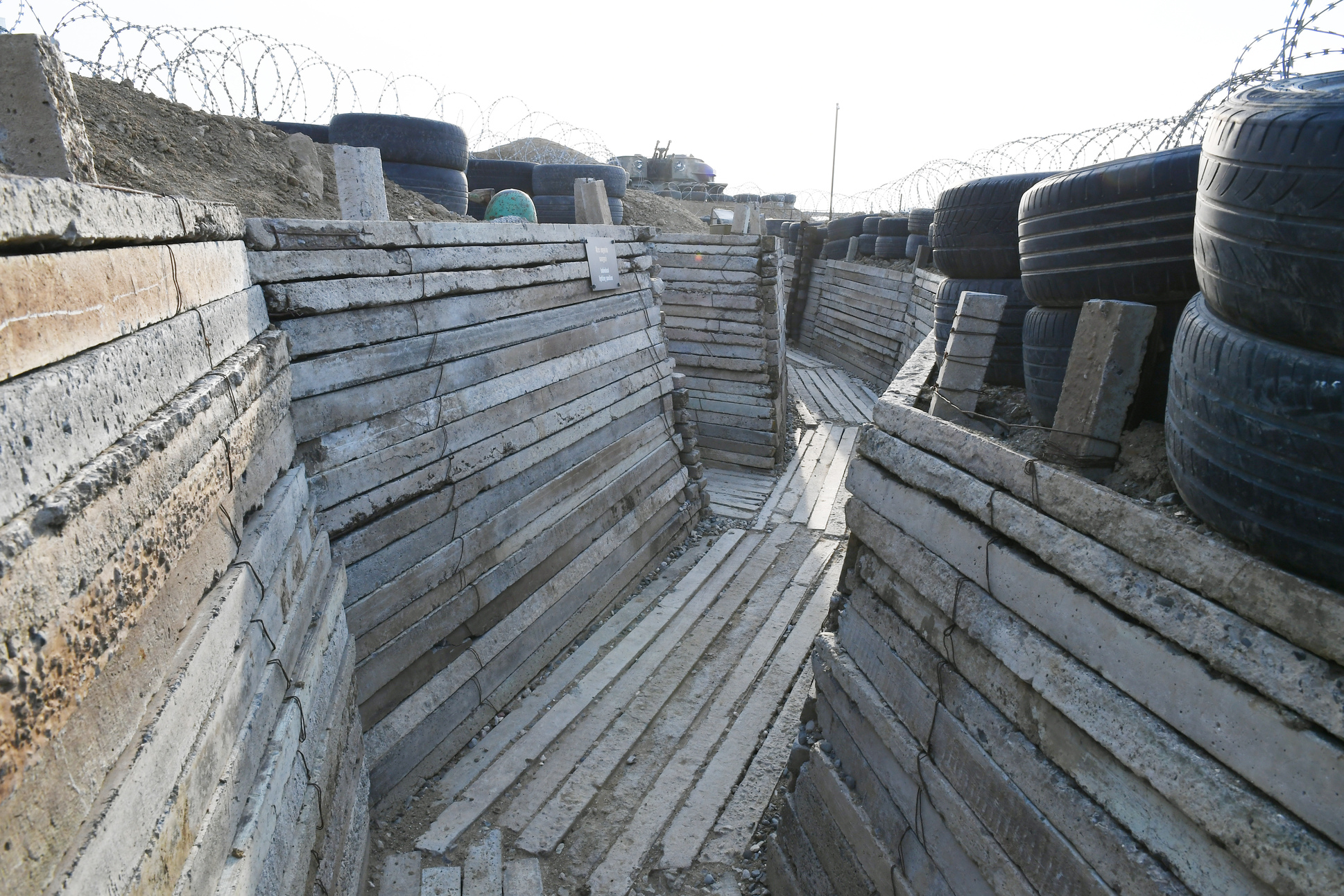
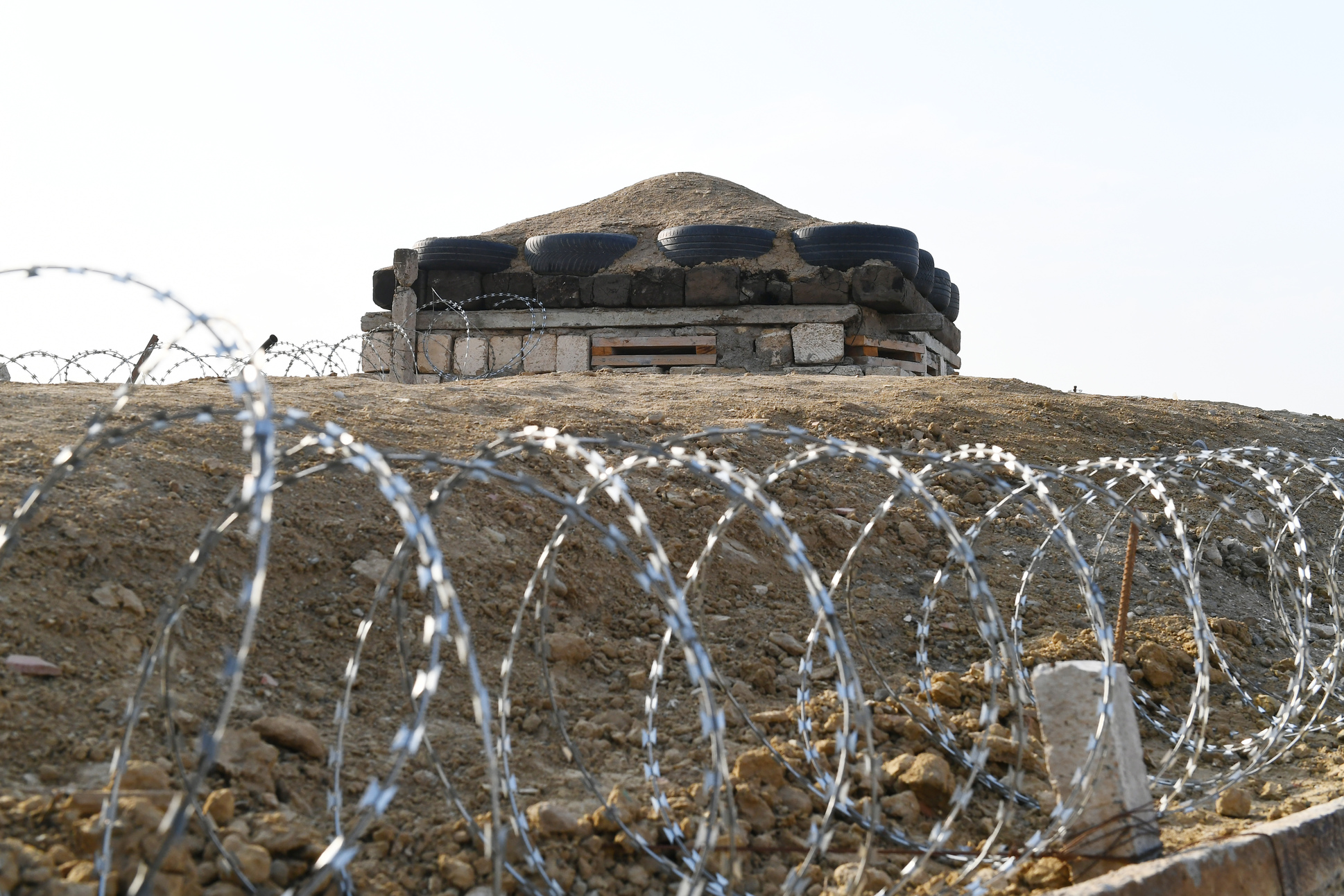

### Манекены
По мнению турецкого писателя и комментатора социальных сетей Джавида Аги, восковые фигуры армянских военнослужащих намерено были сделаны таким образом, чтобы показать армян уродливыми и трусливыми.
Оппозиционный политик Тофик Ягублу увидел на одной из фотографий коробочку с марихуаной, после чего заявил что азербайджанские власти «подбрасывая наркотики в карманы, то же самое сделали в отношении армян». В свою очередь политэмигрант Ариф Юнус увидел сходство между Алиевым и одним из экспонатов музея. Как отмечает «Bild», ряд манекенов изображены в позе мертвых или умирающих, что часто является преувеличением. Согласно изданию, таким образом азербайджанская пропаганда стремится унизить армянских солдат.
В сентябре 2021 года стало известно что Армения собирается подать иск против Азербайджана в Международный суд ООН. Среди прочих требований Армении было требование закрытие или приостановки деятельности парка. После известий о решении Армении подать иск против Азербайджана, в октябре 2021 года манекены и каски армянских солдат были убраны с территории парка. Суд состоялся в декабре 2021 года. Азербайджанская сторона в свою защиту сообщила суду, что манекены армянских солдат и экспозиция касок, которые предположительно носили армянские солдаты во время конфликта 2020 года, были навсегда удалены из парка и не будут представлены в будущем. Представитель Азербайджана также сослался на два письма от 6 и 13 октября 2021 года, в которых директор «Парка военных трофеев» заявил, что все манекены, выставленные в Парке военных трофеев были удалены 1 октября 2021 года, а каски 8 октября того же года. Более того руководитель «Парка военных трофеев» заявил что «в дальнейшем манекены и каски не будут выставлены в Парке военных трофеев или в Мемориальном комплексе/музее».

## Реакция в Азербайджане и Армении
Открытие парка вызвало дискуссии в Азербайджане, при этом абсолютное большинство общества в Азербайджане восприняли новость об открытии парка военных трофеев с воодушевлением. В Армении же открытие парка вызвало бурю негодования. Министерство иностранных дел Армении обвинило Азербайджан в публичном унижении памяти погибших в войне. По словам МИД Армении, выставление манекенов армянских солдат, их личных вещей и шлемов «противоречит заявлению Азербайджана о постконфликтной ситуации, региональном мире и примирении». С подобным заявлением выступил и омбудсмен Армении Арман Татоян. Министерство иностранных дел Азербайджана в ответ на заявление МИД Армении в связи с открытием парка заявило, что Азербайджан имеет полное право увековечить свою победу за счет парадов, парков и т. д. Касаясь же демонстрации в парке манекенов армянских солдат, участвовавших в войне, МИД заявило, что «такая практика существует в военных музеях многих стран мира».
Азербайджанский парламентарий Рази Нуруллаев заявил, что проект «информирует о военных преступлениях Еревана против азербайджанских гражданских лиц». Эмин Асланов из Постоянного представительства Азербайджана при Отделении ООН в Женеве, в свою очередь, отметил, что «парк представляет доказательства 30-летней агрессии против Азербайджана и его народа».
Азербайджанский политолог Зардушт Ализаде заявил, что каски и муляжи солдат относятся не к мирным армянским жителям Азербайджана, а к «оккупантам, которые незаконно пришли на территорию Азербайджана, разрушали и убивали». При этом он отметил, что уже после победы «эти приемы можно было бы оставить в прошлом, они не нужны и контрпродуктивны». Член парламентского комитета по правам человека Захид Орудж заявил, что не видит ничего плохого в показе этих трофеев, и ссылается на военную историю с музеями во многих странах мира. Турецкий писатель и комментатор социальных сетей Джавид Ага подвергает критике тезис защитников комплекса о том, что аналогичные военные парки существуют в других странах. Он отмечает что парки о которых они говорят на самом деле подают информацию своим посетителям нейтрально и не унижают достоинство врага, а также не обесчеловечивают его солдат. Джавид Ага акцентирует внимание на том, что азербайджанские власти заявляли что не считают армян врагами, однако если бы они были искренни они не способствовали бы нынешней вражде между двумя народами, которая может привести к новым кровопролитиям. По его мнению, открытие парка выявило моральные недостатки многих азербайджанских интеллектуалов и общественных деятелей, которые «отказались выступить не только против парка, но и против многих других действий правительства Азербайджана, разжигающих вражду между армянами и азербайджанцами».
По поводу открытия парка, оппозиционная журналистка Арзу Гейбулаева заявила что она была шокирована, но не удивлена так как анти-армянская риторика азербайджанских властей не изменилась даже после войны. Согласно Гейбулаевой, армянофобия является одним из самых сильных инструментов удержания власти Ильхамом Алиевым. По её словам азербайджанская сторона обесчеловечила армянскую сторону почти до самой точки невозврата. Согласно ей невозможно все переиграть, после того как вы называете целую расу людей «собаками» (во время войны Алиев говорил «мы гоним их как собак», позже в своём интервью BBC он пояснил, что называл «собаками» военно-политический режим Армении и «правительство» Нагорного Карабаха, а не армянский народ).
Некоторые азербайджанские пользователи соцсетей раскритиковали парк, в первую очередь, выставленные здесь манекены и каски. Тем не менее, многим в Азербайджане экспонаты парка понравились.

## Реакция в мире
Как отмечает «The Daily Telegraph» в парке нет и намека на установление мира в регионе. Создатели музея изо всех сил старались унизить своих врагов с помощью манекенов армянских военнослужащих, которых специально сделали максимально уродливыми. Изображение армян в виде уродливых манекенов, критики сравнили с ненавистным изображением евреев. Более того некоторые из армянских манекенов были изображены прикованными цепями к своим машинам. По словам экскурсовода, эту тактику якобы использовали армянские командиры, чтобы остановить дезертирство своих войск. Однако международные правозащитные группы говорят, что ничего подобного не наблюдалось и нет никаких доказательств использования такой тактики. Само открытие музея вызвало осуждение со стороны различного рода докладчиков по правам человека, которые заявили, что музей унижает достоинство павших солдат. В музее не выставлено никаких экспонатов уничтоженной азербайджанской бронетехники, и упоминаются лишь преступления совершенные армянскими войсками. Комиссар Совета Европы по правам человека — Дуня Миятович, назвала музей «тревожным и унизительным». Специалист по Кавказу Томас де Ваал, назвал его «ужасным», добавив что его еврейская часть остро ощущает это.
«The National Interest» рассказывая о церемонии открытии парка, акцентирует свое внимание на том, что Ильхам Алиев прогуливаясь по парку в военной форме, рассказывая о военных трофеях и демонстрируя восковые фигуры армянских солдат, сам никогда не служил в армии, даже тогда когда его сверстники участвовали в Первой карабахской войне. Центральный элемент парка — арка, сделанная, по мнению издания, «из касок убитых и взятых в плен армянских солдат» аналогична арке «Мечи Кадисии», возведенной диктатором Саддамом Хусейном. В последнем издание находит много сходств с президентом Азербайджана Ильхамом Алиевым. «The National Interest» отмечает что азербайджанская сторона незаконно удерживает множество военнопленных и похищенных гражданских лиц, некоторые из которых могли быть убиты в азербайджанском плену, что в свою очередь, по мнению издания, лишний раз подчеркивает безвкусие парка трофеев.
Международный центр по правам человека (IHRC), базирующийся в Школе права Гулда Университета Южной Калифорнии, в связи с нарушением прав человека Азербайджаном, направил письмо в конгресс США. В письме подписанным одиннадцатью учёными-профессорами в области международных отношений и права отмечалось, что «создание этого „парка“, дегуманизация армянских солдат, празднование смерти и страданий армян является примером многолетней государственной политики разжигания армянофобии и антиармянской ненависти в Азербайджане». Именно в этой среде Вооружённые силы Азербайджана, по мнению авторов письма, «сочли допустимым пытать и дегуманизировать этнических армянских солдат и мирных жителей».
Немецкое издание «Bild» отмечает, что «открытый диктатором Алиевым парк имеет лишь одну безвкусную цель — это вызвать презрение и насмешки по отношению к армянским жертвам войны»